# William Burkhard
Pour les articles homonymes, voir Burkhard.
William Burkhard, né en 1896 et mort en 1992, est un écrivain et une personnalité politique suisse.

## Biographie
Burkhard est plusieurs fois candidat aux élections dans le canton de Bâle-Ville sans succès : au Conseil d'État en 1976 et en 1979, ou au Conseil des États, où il obtient 2 300 voix face à Carl Miville-Seiler.
Pour ses idées conservatrice ou son athéisme, Burkhard fait figure d'original. Dans les années 1970, la Basler Zeitung soutient sa candidature au prix Nobel de la paix.
Les archives de Burkhard se trouvent à la bibliothèque publique et universitaire de Bâle-Ville. La correspondance et les tracts de 1979 à 1988 se trouvent aux archives du canton de Berne.

## Source de la traduction
- (de) Cet article est partiellement ou en totalité issu de l’article de Wikipédia en allemand intitulé « William Burkhard » (voir la liste des auteurs).